# آلیس در آن‌سوی آینه (فیلم ۱۹۹۸)
آلیس در آن‌سوی آینه (به انگلیسی: Alice through the Looking Glass) فیلمی تلویزیونی محصول سال ۱۹۹۸ و به کارگردانی جان هندرسون است. در این فیلم بازیگرانی همچون کیت بکینسیل، ایان هولم، سیان فیلیپس، جفری پالمر، مایکل مدوین، گرگ وایز، پنلوپه ویلتون، مارک وارن، استیو کوگان، ایان ریچاردسون، دزموند باریت و جاناتان بیلی ایفای نقش کرده‌اند.